# Conus adami
Conus adami é uma espécie de gastrópode do gênero Conus, pertencente à família Conidae.